# 海卫五

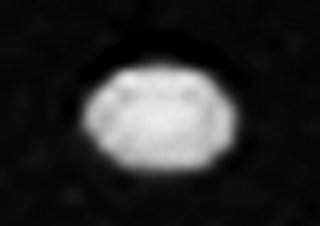
由旅行者二號所拍攝的海衛五

海卫五(S/1989 N 3, Despina)是环绕海王星运行的一颗卫星，以希臘神話中波塞冬與得墨忒耳之女黛丝碧娜命名。
由航海家2號於1989年7月底所觀測到，並於同年的8月2日公開成果；並給予S/1989 N 3的暫時編號，但公告只提及在5天內所拍攝到的10張照片，代表其發現時間約在7月28日前。正式名稱則在1991年的9月16日的IAU通報內公告。

## 表面特徵
海衞五的表面十分的凹凸不平；但是根據觀察結果顯示，似乎並不是因為地質運動所造成的。可能的造成原因是因為海王星捕獲海衞一時，海衞一初期軌道的干擾；使衞星的碎片再度結合在一起，而形成海衞五。
海衞五的軌道在海衛四之外，但兩者非常接近。同時，海衞五的軌道也在海王星環之下，也比海王星的同步軌道低。受潮汐力的影響，海衛五持續靠近海王星，未來有可能因為小於洛希極限而墜毀於海王星大氣或是形成一個環。